# باكستان ورعاية الدولة للإرهاب
اتُهمت باكستان من الدول المجاورة كالهند وأفغانستان ودول أخرى، كالولايات المتحدة وفرنسا، بتورطها في أنشطة إرهابية داخل المنطقة وخارجها. وصفت وسائل الإعلام الغربية ووزير دفاع الولايات المتحدة المنطقة القبلية الباكستانية على طول حدودها من أفغانستان بأنها ملاذ آمن للإرهابيين. ووفقًا لتحليل نشره مركز سابان لسياسة الشرق الأوسط في معهد بروكينغز عام 2008، فإن باكستان ربما كانت، «وبالاستثناء الممكن لإيران، الراعي الأنشط للجماعات الإرهابية... وهي تساعد تلك الجماعات التي تشكل تهديدًا مباشرًا للولايات المتحدة. وقد تسببت اشتراك باكستان النشط في آلاف الوفيات في المنطقة، وخلال كل تلك الأعوام، كانت باكستان داعمة للعديد من الجماعات الإرهابية رغم العديد من تحذيرات المجتمع الدولي الصارمة». وقد كتب المؤلف دانيال بيمان أن «باكستان قد تكون أكبر راعٍ للإرهاب في عام 2008». وفي عام 2018، أشار رئيس وزراء باكستان الأسبق، نواز شريف، إلى أن الحكومة الباكستانية لعبت دورًا في هجوم مومباي عام 2008. وفي يوليو 2019، ادعى رئيس الوزراء الباكستاني، عمر خان، في زيارته الرسمية للولايات المتحدة أن هناك 30000 إلى 40000 من الإرهابيين المسلحين في البلاد. وذكر أيضًا أن الحكومات السابقة كانت تخفي هذه الحقيقة، وبخاصة عن الولايات المتحدة خلال السنوات الخمس عشرة الماضية.
تصف تقارير الولايات المتحدة الدولية باكستان بأنها «ملاذ آمن للإرهابيين»، فهناك يمكن للإرهابيين التنظيم والتخطيط وجمع الأموال والتواصل والتجنيد والتدريب والانتقال والعمل في أمان نسبي بسبب عدم كفاية القدرة على الحكم والإرادة السياسية.

## خلفية
إلى أن أصبحت باكستان حليفًا رئيسيًا في الحرب على الإرهاب، كانت وزارة الخارجية الأمريكية تدرج باكستان في قائمة عام 1993 للدول التي قدمت الدعم بشكل متكرر لأعمال الإرهاب الدولي. والحقيقة أن الكثيرين يعتبرون باكستان لاعبًا على كلا الجانبين في الحرب ضد الإرهاب، فهي من ناحية تتظاهر بالمساعدة في الحد من الأنشطة الإرهابية، بينما تؤججها من ناحية أخرى. اتهم الصحفي الباكستاني أحمد رشيد والمؤلف تيد جالين كاربنتر المخابرات الباكستانية (ISI) بتقديمها العون لطالبان والمتمردين في كشمير.

### اتهامات برعاية الدولة للإرهاب
يذكر المؤلف جوردون توماس أنه أثناء مساعدة باكستان في القبض على أعضاء القاعدة، كانت باكستان لا تزال «ترعى الجماعات الإرهابية في ولايتي جامو وكشمير بالهند، فمولتهم ودربتهم وسلحتهم في حربهم الاستنزافية ضد الهند». ويشير الصحفي ستيفين شوارتز إلى أن العديد من الجماعات الإرهابية والإجرامية «مدعومة من قبل ضباط كبار في الجيش الباكستاني ووكالة الاستخبارات الباكستانية وغيرها من الهيئات المسلحة التابعة للدولة». ووفقًا لتيد جالين كاربنتر، الزميل الكبير لدراسات الدفاع والسياسة الخارجية في معهد كاتو، فبدون «دعم حكومة إسلام أباد النشط، فمن المشكوك فيه أن طالبان كانت لتستطيع أبدًا الوصول للسلطة في أفغانستان. وقد ساعدت السلطات الباكستانية في تمويل المليشيا وجهزتها بمعدات عسكرية خلال منتصف التسعينات حين كانت طالبان مجرد واحدة من عدة فصائل متنافسة في الحرب الأهلية الأفغانية. وفقط حين ضغطت الولايات المتحدة دبلوماسيًا بشدة بعد هجمات 11 سبتمبر، بدأت باكستان بقطع علاقاتها السياسية والمالية مع طالبان. وحتى الآن ليس مؤكدًا ما إذا كان أعضاء رئيسيون في جهاز الاستخبارات الباكستاني قد تبرأوا من عملائهم الطالبانيين. وأفغانستان ليست المكان الوحيد الذي يغازل فيه القادة الباكستانيون عملاء إرهابيين، فقد ساعدت باكستان أيضًا قوات متمردة في كشمير، رغم أن تلك الجماعات ارتكبت أعمالًا إرهابية ضد المدنيين. وفي باكستان، هناك عدد متباين من المدارس الإسلامية المتطرفة الممولة من السعوديين». وقد ذكر السفير الباكستاني السابق بالولايات المتحدة، حسين حقاني، إن باكستان ترعى الإرهاب.